# André Martel
Ne doit pas être confondu avec André Martel (éditeur) ou André Martel (historien).
Pour les articles homonymes, voir Martel.
André Martel, né le 13 décembre 1893 à Toulon, mort le 18 juin 1976  à Cuers (Var), est un écrivain et poète français. Après avoir publié plusieurs recueils poétiques en français ainsi qu'un roman, il invente le paralloïdre en 1949, une langue dérivée du français avec laquelle il compose ses poèmes. André Martel se surnomme alors Le Martélandre, Papapafol du Paralloïdre ainsi qu'il signe ses textes.
Il est fait Régent du Collège de ’Pataphysique en 1959, dans lequel il occupe la chaire de Pataphysique Matrimoniale & Verbiculture.

## Biographie
André Martel naît à Toulon. Alors qu'il étudie pour devenir enseignant, survient la première guerre mondiale. Il est mobilisé dans le 112e régiment d'infanterie. Le 20 juin 1915, dans une tranchée du Bois de la Grurie (Argonne), l'explosion d'une mine l'ensevelit et le blesse. S'ensuit un internement de dix-sept mois en hôpital psychiatrique. À la suite de ce traumatisme il est définitivement réformé.
De retour à Toulon, il se marie avec Adeline Arnaubec, avec laquelle il a un fils, Charles Martel.
André Martel travaille comme instituteur, puis professeur de lettres au Lycée Louis-Pairès à Toulon. À partir de 1916 il publie divers recueils poétiques en français qui lui valent la reconnaissance de l'Académie du Var. Il en devient membre en 1925 et secrétaire des séances en 1926. Il publie également des articles dans des revues comme L’école émancipée, Le petit Var, ou dans la presse locale sur les thèmes de l'enseignement, de la pédagogie et du syndicalisme. Il édite et dirige la revue Le Mercure de Provence, et crée la revue L’instituteur dont cinq numéros ont paru, mais dont il est resté le seul contributeur.
La seconde guerre mondiale éclate et ravive son traumatisme. Il est mis à la retraite, puis exerce divers métiers : jardinier, éleveur de porcins, représentant en papier d’emballage, surveillant d’examen, classeur de fiches, empoisonneur de rats.

C'est en 1949, qu'il compose son premier poème en langue paralloïdre : « Le Poéteupote ». Il ne peut le présenter à l'Académie du Var. Ce poème introduit son premier recueil poétique publié en cette langue, intitulé Le Paralloïdre des Çorfes (ce titre est une déformation de l'expression parallélogramme des forces).

« Par le paralloïdre des çorfes,

Bralançant les rétricences des tamériaux,

Les cimentectes ont babellisé les lapincags,

Les génieurs ont travelardé les honts, septlieubotté les valles, herculaugiacé les vafles ;

Les caméniciens ont gancémané des chimanes à transfonter les tras, à subondir les nars, à picarifier les nieux.

Moi, j’ai fabré un dynoème,

Avec une blange

Et un yoncrai. »

— André Martel, Le Paralloïdre des Çorfes
Maurice Chapelan, qui a lu le manuscrit du Paralloïdre des Çorfes à Toulon, l'emporte à Paris dans le but de lui trouver un éditeur. Il le confie à Jean Paulan, qui le transmet à Jean Dubuffet. Ce dernier est séduit par le paralloïdre, lui qui emploie également une langue qu'il appelle jargon dans ses textes poétiques. Ils entament une correspondance et se lient d'amitié. Par la suite, Dubuffet emploie Martel comme secrétaire. Ils collaborent pour deux ouvrages : La Djingines du Théophélès (ouvrage illustré par la série Le corps des Dames) et Le Mirivis des Naturgies. Dubuffet est Satrape du Collège de ’Pataphysique dans lequel il introduit Martel qui en est fait Régent en 1959.
À partir du recueil Le Paralloïdre des Çorfes, tous les textes poétiques écrits par Martel le sont en paralloïdre, langue dont il use également dans sa correspondance.
En 1951 il cesse d'être le secrétaire des séances de l'Académie du Var,.
En 1954, abandonne sa femme, son fils et Toulon pour s'installer près de Paris, à Vincennes.
André Martel publie de nombreux articles dans plusieurs revues : Ritme, Temps mêlés, La tour de feu, Bizarre, Le petit jésus, les Cahiers du Collège de ’Pataphysique, le Daily Bul, Le Canard enchaîné, l'Humidité, Le Bayou, Le Périscope, Phantomas, Cheval d'attaque.
Au milieu des années soixante il écrit une pièce de théâtre en français et en paralloïdre intitulée Zoé ou le bal des chimanes. Elle fait l'objet d'une mise en scène par Guénolé Azerthiope dans les années 1969 et 1970.
Peu de temps avant de mourir, Martel quitte Vincennes pour finir sa vie chez son fils à Cuers.

## Postérité
Publié en 1974, le numéro 10-11-12 de la revue Cheval d'attaque est entièrement consacré à l'œuvre d'André Martel. Le poète et grammairien Alain Frontier rédige une première analyse sur le paralloïdre.
En 1998, Brigite Bardelot publie André Martel : du jargon comme l'un des Beaux-Arts, retraçant la vie et l'œuvre du poète.
L'ensemble des textes écrits en paralloïdre a été publié par Brice Liaud en février 2025, sous le titre Œuvre paralloïdre,.

## Œuvres

### Livres en français
- Poème d'un poilu, poème des tranchées et des cantonnements, Charles Louis Auguste Weisser (ill.), Reims, éditions Jean Matot, 1916[note 6]. Lauréat des Jeux Floraux 1914-1915.
- Chanson du Verbe, Toulon, 1926. Rééd. Paris, éditions Jouve et Cie, 1927, André Thérive (préf.).
- La Chanson de la chair : poème en 3 chants, (préf. Gaston Picard), Toulon, éditions de l'Olivier, 1926.
- La fille de monsieur Cougourdet, Toulon, éditions F. Carasson, 1930[note 7].
- Chanson de l'âme, André Filippi (ill.), Toulon, éditions des Cariatides, 1935.
- Solides : poème en trois chants, Toulon, éditions des Cariatides, 1939.
- Fluides : poème en trois chants, Toulon, éditions des Cariatides, 1948.
- La Fontaine n'est pas un imbécile, Paris, éditions Le Soleil dans la tête, coll. « Collection du Paralloïdre » 1967.

### En paralloïdre

#### Affiche
- Prédice, affiche-manifeste du paralloïdre, 1951, 60×40 cm. Notice BnF.

#### Livres
- Le Paralloïdre des Çorfes[note 2], Paris, René Debresse, Paris, 1951[note 1].
- Abstaral : suivi de la Calliodyssée, poèmes paralloïdres de André Martel, Jacinto Salvado (ill.), Janine Maschès (ill.), Robert Meiffret (ill.), Komatis (ill.), Joseph Millet (ill.), Dominique Rossi (ill.), Fély Mouttet (ill.), Serge Varaud (ill., impr., postf.), Olive Tamari (ill.), Herbi (ill.), Toulon, Éditions de Ritme, 1954.
- La Djingine du Théophélès, Jean Dubuffet (ill.), Saint-Maurice d’Ételan, Pierre Bettencourt, coll. « L'air du Temps », 1954. Rééd. (fac-simile) Cheval d'attaque, 1975.
- Gorgomar, André Martel (préf.), Olive Tamari (ill.), Vincennes, coll. « Collection du Paralloïdre », 1962. Rééd. Cheval d'Attaque, 1974, Thieri Foulc (ill.).
- Le Mirivis des Naturgies, Jean Dubuffet (ill.), Paris, Alexandre Loewy, 1963. Rééd. Collège de ’Pataphysique, 1963.
- Le Mirivis des Naturgies : édition typographique, André Martel (préf.), Vincennes, 1963
- Cantode du Lobélisque, Daily-Bul, vol. 34, coll. « Les Poquettes volantes », 1969 ;
- La Géométrille dé ramollisses : textures paralloïdres d'André Martel, vec dé mollimages de Pol Bury, Pol Bury (ill.), Paris, Maeght, 1975.

#### Chants
- « Les Robots ou Ils écrasent la fourmi » et « Le Badingo ou La chanson de Gorgoman », 33 t., enregistré pendant l'occupation de Radio Sorbonne la nuit du 8 juin 1968. Notice BnF.

## Adaptation de l'œuvre

### Théâtre
- Zoé ou le bal des chimanes, mise en scène par Guénolé Azerthiope, 1969-1970[16],[17].
- Prochévous de la Tablamoi, Michel Tabarand[18].

### Musique
- Jean-Marc Singier, Zombres, Blablaïka, Ballérinabulle, 1990 (BNF 13977086).

- Denis Lavant récite la Cantode du Lobélisque dans l'album Les déments (2025) (BNF 47678416).